# Mercado del Puerto de La Luz
El mercado municipal del Puerto es uno de los mercados de abastos con los que cuenta la ciudad de Las Palmas de Gran Canaria, Canarias, España. Fue levantado en 1891 por técnicos de la compañía francesa Eiffel, los mismos que dos años antes completaran la famosa Torre Eiffel de París. Se trata de un edificio modernista, construido en hierro forjado y remodelado en 1994. Es posiblemente el ejemplo más claro de la arquitectura del hierro en Gran Canaria. 

## Situación
Se localiza en el área de influencia del Puerto de La Luz. Ocupa un solar cuadrangular de cerca de 1700 metros cuadrados. Se encuentra definido perimetralmente por cuatro calles, que describen sus límites; en su extremo más meridional la calle Rafael Bento Travieso, en su flanco sur la calle Tenerife, al este la calle López Socas y en el poniente la calle Albareda.

## Estructura
Se trata de un edificio de planta cuadrada, que ocupa la totalidad de la manzana, delimitado en sus cuatro flancos por las referidas calles, que contribuyen a enmarcarlo en un contexto marcadamente urbano. El mercado con el desarrollo del Puerto de La Luz se convirtió en una zona de atracción urbana, conociendo con ello una repentina urbanización que se logró fuera parcialmente planificada por el arquitecto Laureano Arroyo.
El Mercado del Puerto constituye un inmueble de planta central, libre, con cobertizo plano. Dos "bóvedas", coincidentes con los cuatro accesos, que en la fachada se formalizan con remate en frontón, se cruzan en una cúpula octogonal. Los perfiles de fundición llegan a convertirse en elementos con un elevado valor decorativo, calificados por algunos autores como ejemplos de Art Nouveau, destacando igualmente el empleo del vidrio en huecos y cubierta como elementos ornamentales.
Todos los dispositivos de sustentación del Mercado se corresponden con estructuras de hierro fundido, mientras que el hierro dulce laminado o forjado fue empleado en aquellos componentes que debían sufrir esfuerzos de flexión o extensión. Los elementos sustentantes quedan constituidos, en primer lugar, por dos órdenes de columnas, uno en el perímetro exterior con cuarenta y cuatro unidades espaciadas a unos tres metros, y otro en el interior, con veinte unidades espaciadas a una distancia equivalente. En segundo lugar, otros elementos sustentantes son los pies derechos de base cuadrada que van colocados sobre cada una de las columnas y que se prolongan hasta recibir en su extremo superior las madrecillas laminadas sobre las cuales se asientan los cuchillos de armadura de la cubierta baja.

## Historia
Construido en 1891 en un solar que ya albergaba puestos de compra-venta de productos alimenticios, con lo que únicamente era necesario dotar de una infraestructura adecuada para este fin.
Su arquitectura se entronca con una parte muy significativa de la historia más reciente de Las Palmas de Gran Canaria y de su evolución socioeconómica a lo largo de todo el siglo XX. Así una de las novedades tipológicas más sobresalientes del Mercado del Puerto, aparte de la utilización del hierro como nuevo material constructivo, fue la disposición en toda su planta de tiendas comerciales hacia el exterior del recinto. Unas circunstancias que aluden directamente a un marco histórico concreto en el proceso de desarrollo y evolución de la ciudad de Las Palmas de Gran Canaria, como es la progresión del Puerto de La Luz y zonas aledañas como áreas comerciales de gran importancia para la ciudad. No en vano los inicios de la historia de este edificio surgen a raíz de las necesidades de abasto de la creciente población que se instalaba en torno al Puerto de La Luz.

### Reforma y modernización
En 2012 el ayuntamiento promovió una reforma del mercado y de su entorno, fomentando la implantación de negocios orientados a la restauración, de esta manera se dinamizó el recinto como centro de ocio y compras tradicionales y fomentandolo como centro de interés turístico.